# Uyea
 Uyea es una isla localizada en el archipiélago de las Shetland, en Escocia. La isla se encuentra ubicada al sur de Unst. Uyea ocupa una superficie de 2 km².
Uyea es conocida por albergar un cairn de la Edad de Bronce y una capilla del siglo XII dedicada a Olaf II.
Otra isla más pequeña también llamada Uyea se encuentra ubicada al noroeste de la península septentrional de la isla Mainland.